# Antica diocesi di Skara
La diocesi di Skara (in latino: Dioecesis Scarensis) è una sede soppressa della Chiesa cattolica poi divenuta una sede della Chiesa di Svezia.

## Territorio
La diocesi si estendeva sulle province svedesi di Västergötland e Värmland.
Sede vescovile era la città di Skara, dove si trovava la cattedrale.

## Storia
La diocesi di Skara è la più antica sede vescovile cattolica della Svezia. Essa fu eretta attorno al 1014, dopo che nel 1008 il re svedese Olof si era fatto battezzare diventando cristiano.
Originariamente suffraganea dell'arcidiocesi di Amburgo-Brema, nel 1104 divenne suffraganea di Lund e nel 1164 entrò a far parte della provincia ecclesiastica dell'arcidiocesi di Uppsala.
Alla fine dell'XI secolo cedette una porzione di territorio a vantaggio dell'erezione della diocesi di Linköping.
L'ultimo vescovo in comunione con la Santa Sede fu Giovanni Francesco de Potenza, nominato dal papa, ma che non mise mai piede in Svezia per il rifiuto del re di riconoscerlo. Il 13 gennaio 1527 venne nominato vescovo titolare di Nazareth.

## Cronotassi dei vescovi
- Thurgot † (1014/1025 - 21 febbraio 1030 deceduto)
- Gotskalk, O.S.B. † (1030 - ? dimesso)
- Osmund † (? - 1062 deceduto)
- Advalvard I, O.S.B. † (1065 - circa 1070 deceduto)
- Acilinus †
- Advalvard II † (1077 - 1093 deceduto)
- Rikulf † (1094 - 1101 deceduto)
- Hervard † (1102 - ?)
- Styrbjörn † (1113 - 1131 deceduto)
- Ödgrim † (1132 - 1157 deceduto)
- Bengt † (1158 - 1190 deceduto)
- Järpulf † (1191 - 1201 deceduto)
- Jon Hyrne † (1201 - 1205 deceduto)
- Bernhard † (1206 - 1216 deceduto)
- Bengt † (1217 - 1230 deceduto)
- Stenar † (1231 - gennaio 1237 deceduto)
- Lars † (1238 - 31 ottobre 1257 deceduto)
- Valdemar † (1257 - ?)
- Ragvald † (menzionato nel 1259)
- Ulf, O.Cist. † (1263 - 1267 deceduto)
- Erik † (1268 - 25 luglio 1278 deceduto)
- Brynolf Algotsson † (20 agosto 1278 - 6 febbraio 1317 deceduto)
- Bengt Tunesson † (1317 - 1321 deceduto)
- Erik † (1321 - 1322 deceduto)
- Peder Larsson † (1322 - 1336 deceduto)
- Gunnar Tynnesson † (22 ottobre 1337 - 8 giugno 1340 deceduto)
- Sigge Jonsson † (1341 - 1350 deceduto)
- Sigfrid Rotgeri † (9 luglio 1352 - ? deceduto)
- Lars † (7 giugno 1354 - 1356 deceduto)
- Nils † (27 giugno 1356 - 25 marzo 1386 deceduto)
- Rudolf di Mecklenburg † (20 marzo 1387 - 11 gennaio 1391 nominato vescovo di Schwerin)
- Torsten † (13 aprile 1391 - 1404 deceduto)
- Brynolf Karlsson † (23 marzo 1405 - 1424 dimesso)
- Sigge Udsson † (5 giugno 1424 - 31 dicembre 1435 deceduto)
- Sven Grotte (Store) † (1436 - 1449 dimesso)
- Bengt Gustavsson † (5 dicembre 1449 - 1461 ? deceduto)
- Hans Markvardsson † (31 maggio 1465 - 1478 dimesso)
- Brynolf Gerlaksson † (27 luglio 1478 - 1505 deceduto)
- Vincent Henningsson † (8 agosto 1505 - 8 novembre 1520 deceduto)
- Giovanni Francesco de Potenza, O.F.M.Obs. † (15 maggio 1523 - 13 gennaio 1527 nominato arcivescovo di Nazareth)